# Arminia Bielefeld/Saison 1967/68
Dieser Artikel beschreibt den Verlauf der Saison 1967/68 von Arminia Bielefeld. Arminia Bielefeld trat in der Saison in der Regionalliga West an und belegte den vierten Tabellenplatz. Im Westdeutschen Pokal gewannen die Arminen ihr Viertelfinale und qualifizierten sich für den DFB-Pokal. Dort schieden die Bielefelder in der ersten Runde aus.

## Personalien

### Kader
| Gerd Siese      |
| Andreas Triebel |

| Erwin Heidinger |
| Detlef Kemena   |
| Uwe Kleina      |
| Klaus Köller    |
| Dieter Schulz   |
| Georg Stürz     |
| Jürgen Tomczak  |

| Dietmar Erler     |
| Heinz-Dieter Lömm |
| Horst Möntmann    |
| Werner Ruchel     |
| Horst Stockhausen |

| Ulrich Braun         |
| Peter Dammann        |
| Uwe Erich            |
| Bernd Kirchner       |
| Ernst Kuster         |
| Norbert Leopoldseder |
| Günter Lubasch       |

Der Name des Mannschaftskapitäns ist nicht bekannt.

### Transfers zur Saison 1967/68
| Zugänge | Abgänge |
| --- | --- |
| - Ulrich Braun (Schwarz-Weiß Essen) - Uwe Kleina (Bonner SC) - Norbert Leopoldseder (SV Brackwede) - Heinz-Dieter Lömm (Bonner SC) - Günter Lubasch (ASV Bergedorf 85) - Horst Stockhausen (Wuppertaler SV) - Georg Stürz (RSV Meinerzhagen) - Jürgen Tomczak (SpVgg Fichte Bielefeld) | - Jürgen Diekmann (VfB 03 Bielefeld) - Rolf Donnermann (VfB 03 Bielefeld) - Theodor Flieger (SpVgg Fichte Bielefeld) - Detlef Fregin (unbekannt) - Manfred Menzel (VfB 03 Bielefeld) - Gerd Roggensack (1. FC Kaiserslautern) - Joachim Werner (Westfalia Herne) |

### Funktionäre und Trainer Saison 1967/68
| Funktion        | Name           |
| --------------- | -------------- |
| Cheftrainer     | Hans Wendlandt |
| Geschäftsführer | Walter Röhe    |

## Saison
Alle Ergebnisse aus Sicht von Arminia Bielefeld. Grün unterlegte Ergebnisse kennzeichnen einen Sieg, rot unterlegte eine Niederlage und gelb unterlegte ein Unentschieden.

### Regionalliga
| Runde | Datum              | Gegner                  | Ort      | Ergebnis | Tor(e) für Arminia                                  |
| ----- | ------------------ | ----------------------- | -------- | -------- | --------------------------------------------------- |
| 1     | 12. August 1967    | Rot-Weiß Oberhausen     | Auswärts | 2:2      | Kuster (2)                                          |
| 2     | 20. August 1967    | Hamborn 07              | Heim     | 3:0      | Kuster (3)                                          |
| 3     | 27. August 1967    | SC Fortuna Köln         | Auswärts | 1:1      | Kuster                                              |
| 4     | 3. September 1967  | Lüner SV                | Auswärts | 1:4      | Eigentor durch Rüsing                               |
| 5     | 10. September 1967 | VfR Neuss               | Heim     | 5:2      | Kuster (3), Erler, Leopoldseder                     |
| 6     | 17. September 1967 | Wuppertaler SV          | Heim     | 5:1      | Erler (2), Kuster (2), Kirchner                     |
| 7     | 24. September 1967 | Schwarz-Weiß Essen      | Auswärts | 4:0      | Kuster (2), Dammann, Erler                          |
| 8     | 1. Oktober 1967    | VfB Bottrop             | Heim     | 3:1      | Erich, Kuster, Lömm                                 |
| 9     | 8. Oktober 1967    | VfL Bochum              | Auswärts | 0:4      |                                                     |
| 10    | 15. Oktober 1967   | SC Viktoria Köln        | Auswärts | 2:2      | Braun, Kuster                                       |
| 11    | 22. Oktober 1967   | Bayer 04 Leverkusen     | Heim     | 2:3      | Köller, Kuster                                      |
| 12    | 29. Oktober 1967   | Preußen Münster         | Auswärts | 2:2      | Braun, Erler                                        |
| 13    | 5. November 1967   | Eintracht Gelsenkirchen | Heim     | 2:0      | Kuster (2)                                          |
| 14    | 12. November 1967  | TSV Marl-Hüls           | Auswärts | 1:3      | Erler                                               |
| 15    | 19. November 1967  | Westfalia Herne         | Heim     | 1:0      | Kuster                                              |
| 16    | 3. Dezember 1967   | Rot-Weiss Essen         | Heim     | 4:2      | Kirchner (2), Kuster (2)                            |
| 17    | 10. Dezember 1967  | Fortuna Düsseldorf      | Auswärts | 1:1      | Kirchner                                            |
| 18    | 7. Januar 1968     | Hamborn 07              | Auswärts | 0:0      |                                                     |
| 19    | 14. Januar 1968    | Lüner SV                | Heim     | 5:0      | Braun (2), Erler, Kemena, Lömm                      |
| 20    | 4. Februar 1968    | VfR Neuss               | Auswärts | 3:2      | Kuster (2), Erler                                   |
| 21    | 11. Februar 1968   | VfL Bochum              | Heim     | 1:1      | Lömm                                                |
| 22    | 18. Februar 1968   | Wuppertaler SV          | Auswärts | 1:0      | Kuster                                              |
| 23    | 3. März 1968       | Schwarz-Weiß Essen      | Heim     | 2:3      | Kuster, Schulz                                      |
| 24    | 10. März 1968      | VfB Bottrop             | Auswärts | 4:1      | Leopoldseder (2), Kuster, Eigentor durch Kubitza    |
| 25    | 20. März 1968      | SC Viktoria Köln        | Heim     | 3:1      | Erich, Kemena, Kuster                               |
| 26    | 24. März 1968      | Rot-Weiß Oberhausen     | Heim     | 3:1      | Braun, Kuster, Lömm                                 |
| 27    | 31. März 1968      | Bayer 04 Leverkusen     | Auswärts | 0:2      |                                                     |
| 28    | 3. April 1968      | SC Fortuna Köln         | Heim     | 3:1      | Braun, Erler, Kemena                                |
| 29    | 7. April 1968      | Preußen Münster         | Heim     | 0:0      |                                                     |
| 30    | 15. April 1968     | Eintracht Gelsenkirchen | Auswärts | 2:1      | Erler, Schulz                                       |
| 31    | 21. April 1968     | TSV Marl-Hüls           | Heim     | 2:0      | Leopoldseder, Schulz                                |
| 32    | 28. April 1968     | Westfalia Herne         | Auswärts | 7:1      | Braun (2), Erler (2), Erich, Kirchner, Leopoldseder |
| 33    | 5. Mai 1968        | Rot-Weiss Essen         | Auswärts | 0:2      |                                                     |
| 34    | 12. Mai 1968       | Fortuna Düsseldorf      | Heim     | 2:0      | Braun, Lömm                                         |

### Westdeutscher Pokal
Das Achtelfinale gegen den SSV Hagen endete unentschieden nach Verlängerung. Da es noch kein Elfmeterschießen gab wurde ein Wiederholungsspiel angesetzt. Als Sieger ihres Viertelfinals qualifizierte sich Arminia Bielefeld für den DFB-Pokal. Der Westdeutsche Pokal war nach dem Viertelfinale beendet. Ein Sieger wurde nicht mehr ausgespielt.
| Runde | Datum              | Gegner             | Ort      | Ergebnis  | Tor(e) für Arminia                      |
| ----- | ------------------ | ------------------ | -------- | --------- | --------------------------------------- |
| 1     | 6. August 1967     | Teutonia Lippstadt | Auswärts | 2:1       | nicht bekannt                           |
| 2     | 30. August 1967    | VfB 03 Bielefeld   | Auswärts | 4:1       | nicht bekannt                           |
| AF    | 20. September 1967 | SSV Hagen          | Auswärts | 2:2 n. V. | nicht bekannt                           |
| Wdh.  | 17. Dezember 1967  | SSV Hagen          | Heim     | 4:1       | nicht bekannt                           |
| VF    | 26. Dezember 1967  | TSV Marl-Hüls      | Auswärts | 8:1       | Kuster (3), Leopoldseder (3), Erler (2) |

### DFB-Pokal
| Runde | Datum           | Gegner        | Ort  | Ergebnis | Tor(e) für Arminia |
| ----- | --------------- | ------------- | ---- | -------- | ------------------ |
| 1     | 27. Januar 1968 | FC Schalke 04 | Heim | 0:1      |                    |

## Statistiken

### Spielerstatistiken
Für den Westdeutschen Pokal sind die eingesetzten Spieler und Torschützen nur für das Viertelfinale bekannt. Gelbe und Rote Karten wurden erst im Jahre 1970 eingeführt.
| Spieler              | Regionalliga West | Regionalliga West | Regionalliga West | Regionalliga West | Westdeutscher Pokal | Westdeutscher Pokal | Westdeutscher Pokal | Westdeutscher Pokal | DFB-Pokal | DFB-Pokal | DFB-Pokal   | DFB-Pokal  | Total    | Total | Total       | Total      |
| Spieler              | Einsätze          | Tore              | Gelbe Karte       | Rote Karte        | Einsätze            | Tore                | Gelbe Karte         | Rote Karte          | Einsätze  | Tore      | Gelbe Karte | Rote Karte | Einsätze | Tore  | Gelbe Karte | Rote Karte |
| -------------------- | ----------------- | ----------------- | ----------------- | ----------------- | ------------------- | ------------------- | ------------------- | ------------------- | --------- | --------- | ----------- | ---------- | -------- | ----- | ----------- | ---------- |
| Ulrich Braun         | 33                | 9                 | 0                 | 0                 | 0                   | 0                   | 0                   | 0                   | 1         | 0         | 0           | 0          | 34       | 9     | 0           | 0          |
| Peter Dammann        | 8                 | 1                 | 0                 | 0                 | 1                   | 0                   | 0                   | 0                   | 0         | 0         | 0           | 0          | 9        | 1     | 0           | 0          |
| Uwe Erich            | 18                | 2                 | 0                 | 0                 | 0                   | 0                   | 0                   | 0                   | 1         | 0         | 0           | 0          | 19       | 2     | 0           | 0          |
| Dietmar Erler        | 34                | 13                | 0                 | 0                 | 1                   | 2                   | 0                   | 0                   | 1         | 0         | 0           | 0          | 36       | 15    | 0           | 0          |
| Erwin Heidinger      | 0                 | 0                 | 0                 | 0                 | 0                   | 0                   | 0                   | 0                   | 0         | 0         | 0           | 0          | 0        | 0     | 0           | 0          |
| Detlef Kemena        | 19                | 3                 | 0                 | 0                 | 0                   | 0                   | 0                   | 0                   | 1         | 0         | 0           | 0          | 20       | 3     | 0           | 0          |
| Bernd Kirchner       | 24                | 5                 | 0                 | 0                 | 1                   | 0                   | 0                   | 0                   | 0         | 0         | 0           | 0          | 25       | 5     | 0           | 0          |
| Uwe Kleina           | 30                | 0                 | 0                 | 0                 | 1                   | 0                   | 0                   | 0                   | 1         | 0         | 0           | 0          | 32       | 0     | 0           | 0          |
| Klaus Köller         | 29                | 1                 | 0                 | 0                 | 1                   | 0                   | 0                   | 0                   | 1         | 0         | 0           | 0          | 31       | 1     | 0           | 0          |
| Ernst Kuster         | 29                | 28                | 0                 | 0                 | 1                   | 3                   | 0                   | 0                   | 1         | 0         | 0           | 0          | 31       | 31    | 0           | 0          |
| Norbert Leopoldseder | 14                | 4                 | 0                 | 0                 | 1                   | 3                   | 0                   | 0                   | 1         | 0         | 0           | 0          | 16       | 7     | 0           | 0          |
| Heinz-Dieter Lömm    | 30                | 6                 | 0                 | 0                 | 0                   | 0                   | 0                   | 0                   | 1         | 0         | 0           | 0          | 31       | 6     | 0           | 0          |
| Günter Lubasch       | 7                 | 0                 | 0                 | 0                 | 0                   | 0                   | 0                   | 0                   | 0         | 0         | 0           | 0          | 7        | 0     | 0           | 0          |
| Horst Möntmann       | 0                 | 0                 | 0                 | 0                 | 0                   | 0                   | 0                   | 0                   | 0         | 0         | 0           | 0          | 0        | 0     | 0           | 0          |
| Werner Ruchel        | 12                | 0                 | 0                 | 0                 | 0                   | 0                   | 0                   | 0                   | 0         | 0         | 0           | 0          | 12       | 0     | 0           | 0          |
| Dieter Schulz        | 20                | 3                 | 0                 | 0                 | 1                   | 0                   | 0                   | 0                   | 1         | 0         | 0           | 0          | 22       | 3     | 0           | 0          |
| Gerd Siese           | 8                 | 0                 | 0                 | 0                 | 0                   | 0                   | 0                   | 0                   | 0         | 0         | 0           | 0          | 8        | 0     | 0           | 0          |
| Horst Stockhausen    | 26                | 0                 | 0                 | 0                 | 1                   | 0                   | 0                   | 0                   | 1         | 0         | 0           | 0          | 28       | 0     | 0           | 0          |
| Georg Stürz          | 22                | 0                 | 0                 | 0                 | 1                   | 0                   | 0                   | 0                   | 0         | 0         | 0           | 0          | 23       | 0     | 0           | 0          |
| Jürgen Tomczak       | 8                 | 0                 | 0                 | 0                 | 1                   | 0                   | 0                   | 0                   | 0         | 0         | 0           | 0          | 9        | 0     | 0           | 0          |
| Andreas Triebel      | 26                | 0                 | 0                 | 0                 | 1                   | 0                   | 0                   | 0                   | 1         | 0         | 0           | 0          | 28       | 0     | 0           | 0          |

### Zuschauer
Arminia Bielefeld begrüßte zu seinen 17 Heimspielen insgesamt 197.000 Zuschauer, was einem Schnitt von 11.588 entspricht. Damit belegte Arminia Bielefeld Platz zwei in der Zuschauertabelle hinter Rot-Weiss Essen. Den Zuschauerrekord gab mit 22.000 gegen Bayer 04 Leverkusen vor den 18.000 Zuschauern, die das Spiel gegen Rot-Weiß Oberhausen sehen wollten. Den niedrigsten Besuch verzeichnete die Arminia beim Heimspiel gegen den SC Fortuna Köln, welches nur 4500 Zuschauer auf die Alm lockte.

## Varia
Ernst Kuster wurde mit 28 Saisontoren Torschützenkönig der Regionalliga West. Er konnte seinen Titel damit erfolgreich verteidigen.